# Euxootera chrysophaës
Euxootera chrysophaës là một loài bướm đêm trong họ Noctuidae.